# Анастасівська сільська рада (Городницький район)
Анастасівська сільська рада (Велико-Анастасівська сільська рада) — колишня адміністративно-територіальна одиниця та орган місцевого самоврядування у Городницькому районі Житомирської області УРСР з адміністративним центром у с. Анастасівка.

## Населені пункти
Сільській раді на момент ліквідації були підпорядковані населені пункти:
- с. Анастасівка
- с. Мала Анастасівка
- х. Любтов[1]

## Населення
Кількість населення ради, станом на 1931 рік, становила 1 073 особи.

## Історія та адміністративний устрій
Утворення передбачене рішенням ЦАТК від 8 січня 1926 року; створена не пізніше 1931 року. Від 1941 року — сільська управа в складі сіл Анастасівка, Мала Анастасівка та хутора Любтов Городницького району Житомирської області.
Станом на 1 вересня 1946 року — сільська рада Городницького району Житомирської області з підпорядкуванням с. Анастасівка та х. Дзержинськ (згодом — Перелісок).
Станом на 10 лютого 1952 року в складі ради на обліку перебував х. Перелісок — поселення працівників Дзержинського лісництва.
Ліквідована 11 серпня 1954 року, відповідно до указу Президії ВР УРСР «Про укрупнення сільських рад по Житомирській області»; територію та населені пункти ради включено до складу Лучицької сільської ради Городницького району.